# Cryptoblepharus keiensis
Cryptoblepharus keiensis là một loài thằn lằn trong họ Scincidae. Loài này được Roux mô tả khoa học đầu tiên năm 1910.